# Erinaceus roumanicus
Северни белогруди јеж (Erinaceus roumanicus) је врста јежа из породице Erinaceinae.

## Таксономија
Ова врста јежа дуго је сматрана подврстом европског (E. europaeus), а касније и јужног белогрудог (E. concolor) јежа, међутим даљим истраживањима на пољу генетике и морфолгије ове врсте закључено је да су јужни и северни белогруди јежеви засебне врсте. 

## Распрострањене
Врста је распрострањена широм источне и југоисточне Европе која представља главнину њеног ареала. Такође се може пронаћи и у Русији до реке Об у Сибиру која чини источну границу ареала ове врстe. Горња висинска граница распрострањена ове врсте је 1400m надморске висине.